# Akab
AkaB, pseudonyme de Gabriele Di Benedetto (né le 26 juillet 1976 à Milan et mort le 14 août 2019) est un auteur de bande dessinée et artiste italien.

## Biographie
AkaB, (nuit en langue maya) de son vrai nom Gabriele Di Benedetto est né à Milan en 1976. Il se définit à la fois caricaturiste, illustrateur, peintre et réalisateur. Dans les années 1990, il fonde le Shok Studio, avec lequel il produit et collabore avec des compagnies américaines comme Marvel, Dark Horse, DC Comics, et collabore avec Sergio Bonelli Editore sur Dylan Dog Horror Fest et Orfani. Son style est typique d'images est de traits incisifs et corrosifs , recherchant l'intensité expressive, l'introspection psychologique et la communication d'un malaise intérieur. Il a collaboré à de nombreux projets, dont Il Male, Il Manifesto, Rolling Stone, Linus, Independent.
En 2017, AkaB est le fondateur de « Progetto Stigma », une marque éditoriale autogérée  par les dessinateurs eux-mêmes et distribuée par Eris Edizioni.
AkaB est mort le 14 août 2019 à l'âge de 43 ans.

## Publications
- ReVolver, Poseidon Press (2003)
- Nixon, (auteurs divers), Arsenale, (2004)
- ReDux e i neri venti del caos, - GRRR Zetic (2005)
- POP! Vite ascensionali, GRRR Zetic (2006)
- Munk (Dystopia n.5), Wormwood (2007)
- Interrior, Lamette Comix (2008)
- The End Is The Beginning, (auteurs divers), X Lab Corrosive Art Farm (2009)
- Motosega eroe della fine, Libra (auteurs divers ), Latitudine 42 (2010)
- Alfredino Vermicino[2], web comic (2010)
- Le 5 Fasi, (auteurs divers), Edizioni BD (2011)
- Voci Dentro, latitudine42 (2011)
- Storia di una madre, Alessandro Berardinelli Editore (2012)
- Come un piccolo olocausto, Logos edizioni (2012)
- Un uomo mascherato, Logos edizioni (2012)
- Il libro della fine, (auteurs divers), Latitudine 42 (2013)
- Monarch, - Logos edizioni (2013)
- Biblioteca Onirica 3, Alessandro Berardinelli Editore (2014)
- Not An Atom of Hell Shall Enter Into My Paradise, Kunst Kabinet 451 (2014)
- Defragment, Blu Gallery edizioni (2015)
- Eraserhead, New Monkey (2015)
- La città danzante, Sole 24 ore cultura (2015)
- Claustrophobia, Dylan Dog Color fest n 16, Sergio Bonelli (2016)
- Arca Vuota, avec Ernest Yesterday - Shockdom (2016)
- In the Pits of Madness, CBA - Sweden (2016)
- La Soffitta, avec Squaz , Passenger Press (2017)
- Plume, Douglas Edizioni (2017)
- Deep Throat - New Monkey (2017)
- La Soffitta avec Squaz, Mondadori Oscar Ink (2017)
- Rubens, con Cammello e Spugna , Progetto Stigma / Eris edizioni (2018)

## Filmographie
- 2003 : Mattatoio, inclus dans la sélection « Nuovi Territori » de la 60e Mostra de Venise[3].
- 2004 : Il corpo di Cristo, hors concours à  Bellaria Film Festival[4].
- 2005 : Vita e opere di un santo, Stigma film festival de Palerme.

## Récompense
- 1998 : Prix Micheluzzi de la meilleure production auto-éditée pour Bonerest
- 2013 : Prix Micheluzzi de la meilleure histoire courte pour « Era de Maggio », dans Il Canzoniere illustrato